# 노론
노론(老論, 문화어: 로론)은 서인과 같이 성리학적 명분론을 신봉하였지만 숙종 때 서인에서 노론과 소론으로 나뉜 붕당으로 알려져 있다. 서인에서 송시열을 중심으로 하는 사람들은 노론, 윤증을 중심으로 하는 사람들은 소론이 되었으며 숙종 이후 조선의 주요 집권 세력이었다.
조선 중기 이후 서인에서 분파하여 소론과는 대립하는 파벌이었다. 서인의 일파인 소론과 노론은 동인에서 갈라져 나온 남인, 북인과 함께 사색당파를 이루었다. 1694년 남인을 제거하고, 1728년 소론을 제거한 후, 김조순, 조만영 일가의 세도정치가 등장할 때까지 72년간 정권의 중심을 형성하였다.

## 개설

노론의 초대 영수 송시열

서인의 분파는 병자호란을 거치면서 청나라와의 관계를 놓고 명분론과 현실론이 대립하면서 싹텄으며, 조선 숙종 대에 이르러 1680년(숙종 6년)의 경신환국 때 서인이 집권하게 되자 송시열도 적소(謫所)에서 돌아와, 영중추부사로 입조하게 되었는데 서인 중 소장 측에서는 송시열의 논의에 불만을 품는 자가 모여지게 되었다.
1682년(숙종 8년) 남인 제거를 꾀한 김익훈을 놓고 소장파가 그의 엄중 처벌을 주장한 데 대해 송시열 등은 김익훈을 신구(伸救)하려 하였다.
1683년(숙종 9년) 송시열이 효종의 묘(廟)를 세실(世室)로 하고 태조에게 시호를 추상(追上)하자는 제의를 하자, 그의 문인 윤증과의 불화까지 겹쳐 소장파는 소론을, 또한 노장파는 노론을 형성하였다.
숙종 대에는 본래 서인과 남인이 정쟁의 양대 축이었으나, 장희빈의 몰락을 계기로 남인은 몰락했다. 이후 정국은 서인 내부에서의 노론과 소론 간의 대립으로 전환되었다. 숙종과 경종 대에 소론은 장희빈의 아들인 경종을, 노론은 연잉군을 지지하면서 이같은 대립이 격화되었다.
경종 즉위 후 소론이 집권하여 노론 4대신이 처형되었으나, 경종이 일찍 사망하고 연잉군이 영조로 즉위하면서 이번에는 소론 4대신이 제거되었다. 이에 소론은 남인과 손을 잡고 이인좌의 난을 일으켰다가 도리어 밀려나게 되었다.

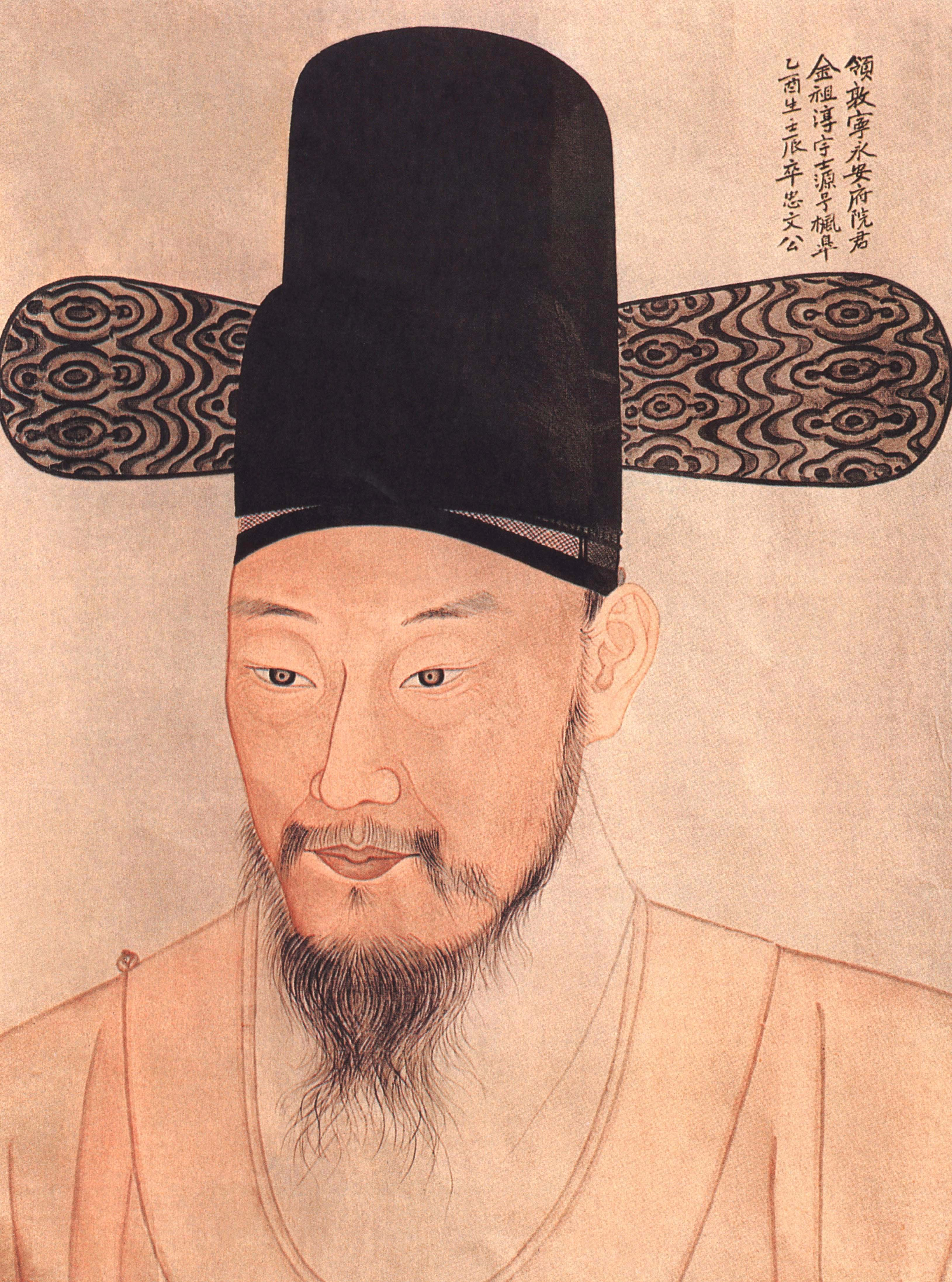
김조순
(시파 계통의 노론)

노론의 우위 속에 영조와 정조는 탕평책으로 소론 일부도 등용했고, 전통적인 대립 구도가 완화되면서 노론의 붕당으로서의 의미는 차차 퇴색되었다.
하지만 이 과정에서 노론은 사도세자를 죽이는데 가담을 하고, 사도세자가 죽자 그의 죽음을 동정하는 시파와 그의 죽음을 당연시하는 벽파로 다시 갈라지게 되었다.
그러나 학자에 따라 노론 벽파가 이후 개화파를 형성하고, 남인, 노론 시파 등은 위정척사파를 형성하였다고 보기도 한다.

## 사상적 기반
유교와 특히 성리학적 대의사상을 당의 강령으로 삼았다. 이는 송시열, 김창집, 김종수 등에게서 공통적으로 나타나는 현상이며, 노론 내 각 계파인 벽파와 시파, 청명파 등에게도 공통적으로 전하는 전승이었다.

## 몰락과 부활
세도 정치 이후 노론의 힘은 급격히 약해졌다. 순조 때 외할아버지 김조순이 사실상 대리청정을 하자 신 안동 김씨가 권력을 잡은 한편, 반면 노론은 안동 김씨를 당할 만큼의 힘이 없었다. 결국 세도 정치가 시행되어 노론은 몰락하였으나, 신 안동 김씨가 시파(時派)로 정권을 다시 잡아 세도 정치로 이어지게 된다. 

## 계보
- 서인
  - 노론
    - 시파 - 사도세자의 죽음을 동정
    - 벽파 - 사도세자의 죽음을 옹호
    - 청명파 - 노론 당내 외척세력 반대 및 탕평책 반대파
    - 북학파 - 노론내 비주류로 청나라 문물을 받아들이자는 입장. 벽파, 시파 이전에 당내 주류에서 갈라진 파벌로 학문적 성향의 계파

  - 소론

## 기타
1930년대 까지만 해도 노론계 인사들의 후손들은 남인에 속하는 정약용을 극도로 혐오하였다. 한국에 서점의 개념이 도입된 1890년대 이후, 자유롭게 책을 사서 읽을 수 있었음에도 그의 저술들을 외면하였고, 윤치호에 의하면 노론계 인사들은 정약용의 책을 읽지도 사지도 않는다고 지적하였다.
어젯밤 추도식을 지낸 다산 정약용이야말로 이조가 배출한 아니 박해한 위대한 학자이다. ...(이하 중략)... 그는 16년 동안 유배 상활을 하면서 매우 광범위한 주제를 다룬 70여 권의 귀중한 원고를 남겼다.
그런데 요즘에도 노론계에 속하는 인사들은 그가 남인이었다는 이유만으로 그의 책을 읽지도, 사지도 않는다.

-윤치호일기, 1935년 7월 17일자

노론은 정약용이 죽은지 130년이 지난 뒤인 1930년대 까지도 정약용에 대한 증오와 적개심을 유지하였으며, 이는 1945년 8월 광복과 동시에 남아있던 노론들이 해체될때까지 그 적개심은 계속되었다.

## 같이 보기
- 서인
- 소론
- 북학파
- 청명파

## 참고 서적
- 이덕일 (2000년 9월 5일). 《송시열과 그들의 나라》. 서울: 김영사. ISBN 9788934905028.
- 《당쟁으로 보는 조선 역사》, 이덕일 저, (석필, 1997년)